# Paris–Roubaix Femmes 2022
Paris-Roubaix Femmes 2022 war die 2. Austragung dieses Straßenrennens für Frauen. Das Rennen fand am 16. April statt, einen Tag vor dem entsprechenden Rennen für Männer, und damit erstmals zum geplanten Termin im Frühjahr. Es war Teil der UCI Women’s WorldTour. Im Vergleich zum Vorjahr war das Preisgeld deutlich erhöht worden und betrug nunmehr 20,000 Euro für die Siegerin.

## Teilnehmende Mannschaften
| UCI Women's WorldTeams (14)- Canyon-SRAM Racing - EF Education-TIBCO-SVB - FDJ Nouvelle Aquitaine Futuroscope - Human Powered Health - Liv Racing Xstra - Movistar Team - Roland Cogeas-Edelweiss Squad - Team BikeExchange-Jayco - Team DSM - Team Jumbo-Visma - SD Worx - Trek-Segafredo - UAE Team ADQ - Uno-X Pro Cycling Team UCI Women's Continental Teams (10)- Ceratizit-WNT Pro Cycling - Parkhotel Valkenburg - Valcar-Travel & Service - Arkéa Pro Cycling Team - Cofidis - Le col-Wahoo - AG Insurance NXTG - Plantur-Pura - Stade Rochelais Charente-Maritime - St Michel-Auber 93 |
| |

## Streckenführung
Das Rennen begann am Rathaus von Denain. Die einzige Änderung im Vergleich zum Vorjahr war, dass die anfängliche Runde im Norden von Denain viermal statt dreimal durchlaufen wurde, wodurch sich die Länge um gut 8 km erhöhte. Die ersten Kopfsteinsektoren wurden nach gut 40 km erreicht, ab dort war die Route identisch zum Männer-Rennen. Am Ziel auf der Radrennbahn von Roubaix waren anderthalb Runden zu absolvieren.
| Nr | Name                         | Kilometrierung | Länge (km) | Sterne |
| -- | ---------------------------- | -------------- | ---------- | ------ |
| 17 | Hornaing à Wandignies-Hamage | 42,3           | 3,7        | ★★★★   |
| 16 | Warlaing à Brillon           | 49,7           | 2,4        | ★★★    |
| 15 | Tilloy – Sars-et-Rosières    | 53,2           | 2,4        | ★★★★   |
| 14 | Beuvry-la-Forêt–Orchies      | 59,6           | 1,4        | ★★★    |
| 13 | Orchies                      | 64,6           | 1,7        | ★★★    |
| 12 | Auchy-lez-Orchies – Bersée   | 70,7           | 2,7        | ★★★★   |
| 11 | Mons-en-Pévèle               | 76,2           | 3,0        | ★★★★★  |
| 10 | Mérignies à Avelin           | 82,2           | 0,7        | ★★     |
| 9  | Pont-Thibaut à Ennevelin     | 85,6           | 1,4        | ★★★    |
| 8  | L'Épinette                   | 91,0           | 0,2        | ★      |
| 8  | Moulin-de-Vertain            | 91,5           | 0,5        | ★★     |
| 7  | Cysoing à Bourghelles        | 97,9           | 1,3        | ★★★    |
| 6  | Bourghelles à Wannehain      | 100,4          | 1,1        | ★★★    |
| 5  | Camphin-en-Pévèle            | 104,9          | 1,8        | ★★★★   |
| 4  | Carrefour de l’Arbre         | 107,6          | 2,1        | ★★★★★  |
| 3  | Gruson                       | 109,9          | 1,1        | ★★     |
| 2  | Willems à Hem                | 116,6          | 1,4        | ★★★    |
| 1  | Espace Charles Crupelandt    | 123,3          | 0,3        | ★      |

## Rennverlauf und Ergebnis
Mit Marianne Vos und Lisa Brennauer fielen die Zweite und die Vierte des Vorjahres jeweils wegen einer Corona-Infektion aus. Die Vorjahres-Siegerin Lizzie Deignan war hingegen wegen einer Schwangerschaft nicht am Start.
Im Gegensatz zum Vorjahr fand das Rennen bei besten Wetterverhältnissen statt. Von der Ausreißergruppe konnte sich Tanja Erath am längsten halten und wurde 55 km vor dem Ziel von einem noch etwa 50-köpfigen Feld eingeholt. Von den Favoritinnen bildeten alsdann Lotte Kopecky, Marta Bastianelli und Lucinda Brand eine Spitzengruppe, erhielten aber nicht viel Vorsprung und wurden 30 km vor dem Ziel wieder eingeholt; das Hauptfeld bestand zu diesem Zeitpunkt noch immer aus gut 40 Fahrerinnen. Weltmeisterin Elisa Balsamo wurde disqualifiziert, da sie sich an ihrem Teamauto festgehalten hatte, um nach einer Panne zurückzukommen.
Noch während die Dreiergruppe eingeholt wurde, attackierte die Vorjahres-Dritte Elisa Longo Borghini und gewann eine halbe Minute Vorsprung. Unter Führung Kopeckys wurde dieser Vorsprung zwischenzeitlich auf zehn Sekunden reduziert, aber Uneinigkeit in der zweiten Gruppe ließ ihn wieder anwachsen. Eine erneute Beschleunigung von Kopecky sprengte auf dem Carrefour de l’Arbre die Verfolgergruppe; es bildete sich eine Siebenergruppe mit Kopecky, ihrer Teamkollegin Chantal van den Broek-Blaak, Marta Cavalli, Floortje Mackaij, Elise Chabbey sowie zwei Mannschaftskameradinnen von Longo Borghini, nämlich Lucinda Brand und Ellen van Dijk, die die Verfolgung naturgemäß nicht unterstützten. Am halbminütigen Vorsprung der Spitzenreiterin sollte sich bis zum Velodrom nichts mehr ändern, Longo Borghini gewann solo, und Kopecky entschied den Sprint der Verfolger für sich vor Brand.
| \| Gesamtwertung \| Gesamtwertung \| Gesamtwertung \| Gesamtwertung \| Gesamtwertung \| \| Fahrerin \| Fahrerin \| Land \| Team \| Zeit \| \| ------------- \| --------------------------- \| ---------------------- \| ---------------------------------- \| --------------- \| \| 1. \| Elisa Longo Borghini \| Italien \| Trek-Segafredo \| 3 h 10 min 54 s \| \| 2. \| Lotte Kopecky \| Belgien \| SD Worx \| + 23 s \| \| 3. \| Lucinda Brand \| Niederlande \| Trek-Segafredo \| + 23 s \| \| 4. \| Elise Chabbey \| Schweiz \| Canyon-SRAM Racing \| + 23 s \| \| 5. \| Marta Cavalli \| Italien \| FDJ-Nouvelle Aquitaine-Futuroscope \| + 23 s \| \| 6. \| Floortje Mackaij \| Niederlande \| Team DSM \| + 23 s \| \| 7. \| Ellen van Dijk \| Niederlande \| Trek-Segafredo \| + 23 s \| \| 8. \| Chantal van den Broek-Blaak \| Niederlande \| SD Worx \| + 32 s \| \| 9. \| Pfeiffer Georgi \| Vereinigtes Königreich \| Team DSM \| + 2 min 22 s \| \| 10. \| Sandra Alonso \| Spanien \| Ceratizit-WNT Pro Cycling \| + 2 min 22 s \| |                             |                        |                                    |                 |
| |                             |                        |                                    |                 |
| Quelle: ProCyclingStats |                             |                        |                                    |                 |
| Gesamtwertung |                             |                        |                                    |                 |
| Fahrerin | Fahrerin                    | Land                   | Team                               | Zeit            |
| 1. | Elisa Longo Borghini        | Italien                | Trek-Segafredo                     | 3 h 10 min 54 s |
| 2. | Lotte Kopecky               | Belgien                | SD Worx                            | + 23 s          |
| 3. | Lucinda Brand               | Niederlande            | Trek-Segafredo                     | + 23 s          |
| 4. | Elise Chabbey               | Schweiz                | Canyon-SRAM Racing                 | + 23 s          |
| 5. | Marta Cavalli               | Italien                | FDJ-Nouvelle Aquitaine-Futuroscope | + 23 s          |
| 6. | Floortje Mackaij            | Niederlande            | Team DSM                           | + 23 s          |
| 7. | Ellen van Dijk              | Niederlande            | Trek-Segafredo                     | + 23 s          |
| 8. | Chantal van den Broek-Blaak | Niederlande            | SD Worx                            | + 32 s          |
| 9. | Pfeiffer Georgi             | Vereinigtes Königreich | Team DSM                           | + 2 min 22 s    |
| 10. | Sandra Alonso               | Spanien                | Ceratizit-WNT Pro Cycling          | + 2 min 22 s    |